# جنگ تمام‌عیار (مجموعه بازی)
جنگ تمام‌عیار یا توتال وار (به انگلیسی: Total War) عنوان یک مجموعه بازی ویدئویی راهبردی است که توسط شرکت بریتانیایی کریتیو اسمبلی برای رایانه شخصی ساخته می‌شود. آن‌ها تاکتیک نوبتی و مدیریت منابع را با کنترل تاکتیک هم‌زمان نبردها ترکیب می‌کنند. این سری اولین بار در سال ۲۰۰۰ با بازی شوگون: جنگ تمام‌عیار عرضه شد، و ناشر این سری شرکت سگا است.

## بازی‌ها
| #  | نام بازی                        | سال                                                               | سیستم عامل                              |
| -- | ------------------------------- | ----------------------------------------------------------------- | --------------------------------------- |
| ۱  | جنگ تمام‌عیار : شوگان            | ۲۰۰۰، ۲۰۰۱                                                        | ویندوز                                  |
| ۲  | جنگ تمام‌عیار : سده میانه        | ۲۰۰۱، ۲۰۰۲                                                        | ویندوز                                  |
| ۳  | جنگ تمام‌عیار : روم              | ۲۰۰۴، ۲۰۰۵، ۲۰۰۶، ۲۰۱۰ (مک اواس)، ۲۰۱۶ (آی‌اواس)، ۲۰۱۹ (پلی استور) | ویندوز - مک اواس (Gold Edition)، آی‌اواس |
| ۴  | جنگ تمام‌عیار: سده میانه۲        | ۲۰۰۶، ۲۰۰۷، ۲۰۱۵ (مک اواس)                                        | ویندوز - مک اواس - لینوکس               |
| ۵  | امپراتوری: جنگ تمام‌عیار         | ۲۰۰۹، ۲۰۱۲ (مک اواس)                                              | ویندوز - مک اواس - لینوکس               |
| ۶  | ناپلئون: جنگ تمام‌عیار           | ۲۰۱۰                                                              | ویندوز - مک اواس                        |
| ۷  | جنگ تمام‌عیار : شوگان۲           | ۲۰۱۱                                                              | ویندوز - مک اواس - لینوکس               |
| ۸  | جنگ تمام‌عیار: روم۲              | ۲۰۱۳                                                              | ویندوز - مک اواس                        |
| ۹  | جنگ تمام‌عیار: آتیلا             | ۲۰۱۵                                                              | ویندوز - مک اواس - لینوکس               |
| ۱۰ | جنگ تمام عیار: وارهمر           | ۲۰۱۶                                                              | ویندوز - مک اواس - لینوکس               |
| ۱۱ | جنگ تمام عیار: وارهمر ۲         | ۲۰۱۷                                                              | ویندوز - مک اواس - لینوکس               |
| ۱۲ | جنگ تمام عیار:سه پادشاهی        | ۲۰۱۹                                                              | ویندوز - مک اواس - لینوکس               |
| ۱۳ | جنگ تمام‌عیار:تاج و تخت انگلستان | ۲۰۱۹                                                              | ویندوز - مک اواس - لینوکس               |
| ۱۴ | جنگ تمام عیار: تروآ             | ۲۰۲۰                                                              | ویندوز - مک اواس - لینوکس               |
| ۱۵ | جنگ تمام عیار: وارهمر ۳         | ۲۰۲۱                                                              | ویندوز - مک اواس - لینوکس               |

## توضیحات
این سری بازی‌ها ابتدا کار خود را با بازی شوگان ۱ آغاز کرد و سپس نیز بازی مدیوال (قرون وسطی) را به همگان معرفی کرد اما بهترین بازی زمان خود یعنی روم توتال وار پدیده‌ای در بازی‌های زمان خودش به‌شمار می‌آمد. نسخه بعدی از این سری قرون وسطی ۲ بود که روایتگر قرون وسطی اروپا، خاورمیانه و آمریکا بود.
پس از آن بازی امپایر نیز با آوردن سلاح‌های جدید مانند تفنگ و کشتی‌های حمل کنندهٔ توپ جذابیت این سری بازی‌ها را دو چندان کرد به علاوه در بازی امپایر کشور ایران در زمان صفویان نیز وجود داشتند.
پس از امپایر بازی دیگری با نام ناپلئون ساخته شد. این بازی روایت گر جنگ‌های ناپلئون، امپراتور فرانسه بود که با موسیقی زیبای آن که توسط ریچارد بدوآ نواخته شده بود مخاطب را به سالهای دوران رنسانس می‌برد. پس ازدو سری بازی در زمان رنسانس که غرب جهان را به تصویر می‌کشیدند نوبت به شرق جهان رسید و مضمونی بهتر از ژاپن در دوران شوگان‌ها نبود. سری توتال وار در ابتدا با شوگان۱ کار خود را شروع کرده بود و به همین دلیل سری دوم شوگان را نیز با گرافیکی بسیار بالا عرضه کرد. سپس نوبت به ساخت قسمت جدیدی برای ادامهٔ بهترین قسمت توتال وار، یعنی روم توتال وار رسید و بازی روم توتال وار ۲ ساخته شد؛ هرچند که به خوبی قسمت اول نبود. بعد از آن بازی آتیلا توتال وار منتشر شد که با گرافیک و جزئیات بسیار خوبش به طرفداران این سری لذت بیشتری برای تجربه بازی داد. سپس این شرکت برای اولین تصمیم به ساخت عنوانی غیر واقعی و غیر تاریخی زد و بازی توتال وار وارهامر ۱ و ۲ را منتشر کرد. بعد از انتشار این دو نسخه، توتال وار بازهم به سنت قدیمی خود بازگشت و شروع به انتخاب موضوعات تاریخی کرد، و دوباره شرق آسیا را به عنوان هدف انتخاب کرد و بازی توتال وار سه پادشاهی را ساخت. در سال ۲۰۲۰ آخرین نسخه این سری که به موضوع جنگ تروآ می‌پرداخت نیز منتشر شد که همانند قبل با واکنش خوب طرفداران روبرو شد. در این نسخه سعی شده بود تا با بهره‌گیری از عناصر اساطیری و افسانه‌ای جلوه جدیدی به بازی بخشیده شود.